# Åkers IF
Åkers IF ist ein 1918 gegründeter schwedischer Sportverein aus Åkers styckebruk, der vor allem durch seine Eishockeyabteilung bekannt ist. Die Mannschaft spielt in der Division 2.

## Geschichte
Die Åkers IF entstand 1918 durch die Fusion von der IF Svea und des Åkers Sportklubb. Die Eishockeymannschaft nahm in den 1940er und 1950er Jahren mehrfach an der damals noch im Pokalmodus ausgetragenen schwedischen Meisterschaft teil. In den Spielzeiten 1946/47 und 1953/54 trat die Mannschaft jeweils in der Division 1 an, die damals noch die höchste schwedische Spielklasse war, stieg jedoch jeweils direkt wieder in die damals noch zweitklassige Division 2 ab. In der Saison 1979/80 spielte das Team in der inzwischen zweitklassigen Division 1, stieg jedoch erneut direkt wieder ab. Seit der Saison 2009/10 trat der Åkers IF in der mittlerweile drittklassigen Division 1 an. Nach einem zwischenzeitlichen Abstieg spielt das Team nunmehr in der viertklassigen Division 2.

## Abteilungen
2006 hatte der AIF neun Sektionen: Basketball, Fußball, Leichtathletik, Gymnastik, Handball, Hockey, Eishockey, Orientierungslauf und Skifahren.

## Bekannte ehemalige Spieler
- Mats Hallin